# Campionati norvegesi di sci alpino 2013
I Campionati norvegesi di sci alpino 2013 si sono svolti a Oppdal dal 20 al 24 marzo. Il programma ha incluso gare di discesa libera, supergigante, slalom gigante, slalom speciale e supercombinata, tutte sia maschili sia femminili.
Trattandosi di competizioni valide anche ai fini del punteggio FIS, hanno potuto partecipare anche sciatori di altre federazioni, senza che questo consentisse loro di concorrere al titolo nazionale norvegese.

## Risultati

### Uomini

#### Discesa libera
| Pos. | Atleta                  | Nazione  | Tempo   |
| ---- | ----------------------- | -------- | ------- |
| 1    | Aksel Lund Svindal      | Norvegia | 1:14,48 |
| 2    | Endre Bjertness         | Norvegia | 1:15,37 |
| 3    | Bjørnar Neteland        | Norvegia | 1:15,68 |
| 4    | Aleksander Aamodt Kilde | Norvegia | 1:15,80 |
| 5    | Iver Bjerkestrand       | Norvegia | 1:16,69 |
| 6    | Henrik Kristoffersen    | Norvegia | 1:16,72 |
| 7    | Stian Saugestad         | Norvegia | 1:16,92 |
| 8    | Espen Skåningsrud       | Norvegia | 1:17,09 |
| 9    | Emil Holmeide Blattmann | Norvegia | 1:17,47 |
| 10   | Tomas Markegård         | Norvegia | 1:17,51 |

Data: 20 marzo

Località: Oppdal

Ora: 

Pista: 

Partenza: 1 118 m s.l.m.

Arrivo: 577 m s.l.m.

Lunghezza: 2 100 m

Dislivello: 541 m

Tracciatore: Hallgeir Vognild

#### Supergigante
| Pos. | Atleta                   | Nazione  | Tempo   |
| ---- | ------------------------ | -------- | ------- |
| 1    | Aksel Lund Svindal       | Norvegia | 1:17,40 |
| 2    | Aleksander Aamodt Kilde  | Norvegia | 1:17,51 |
| 3    | Iver Bjerkestrand        | Norvegia | 1:18,15 |
| 4    | Ola Buer Johansen        | Norvegia | 1:18,40 |
| 5    | Bjørnar Neteland         | Norvegia | 1:19,07 |
| 6    | Markus Nilsen            | Norvegia | 1:19,15 |
| 7    | Endre Bjertness          | Norvegia | 1:19,46 |
| 8    | Adrian Smiseth Sejersted | Norvegia | 1:19,82 |
| 9    | Henrik Røa               | Norvegia | 1:19,83 |
| 10   | Stian Saugestad          | Norvegia | 1:19,90 |

Data: 22 marzo

Località: Oppdal

Ora: 

Pista: 

Partenza: 1 118 m s.l.m.

Arrivo: 585 m s.l.m.

Dislivello: 533 m

Tracciatore: Stefan Abplanalp

#### Slalom gigante
| Pos. | Atleta                    | Nazione     | Tempo   |
| ---- | ------------------------- | ----------- | ------- |
| 1    | Christoffer Kyllingstad   | Norvegia    | 2:44,63 |
| 2    | Emil Bjørtomt Kristiansen | Norvegia    | 2:45,09 |
| 3    | Truls Johansen            | Norvegia    | 2:45,19 |
| 4    | Henrik Kristoffersen      | Norvegia    | 2:45,64 |
| 5    | Aksel Lund Svindal        | Norvegia    | 2:45,69 |
| 6    | Marcus Monsen             | Norvegia    | 2:45,84 |
| 7    | Rasmus Windingstad        | Norvegia    | 2:45,95 |
| 8    | Jack Gower                | Regno Unito | 2:47,16 |
| 9    | Adrian Smiseth Sejersted  | Norvegia    | 2:47,97 |
| 10   | Axel William Patricksson  | Norvegia    | 2:48,73 |

Data: 23 marzo

Località: Oppdal

1ª manche:

Ore: 

Pista: 

Partenza: 1 400 m s.l.m.

Arrivo: 645 m s.l.m.

Dislivello: 755 m

Tracciatore: Per Erik Vognild

2ª manche:

Ore: 

Pista: 

Partenza: 1 400 m s.l.m.

Arrivo: 645 m s.l.m.

Dislivello: 755 m

Tracciatore: Jørund Lie

#### Slalom speciale
| Pos. | Atleta                    | Nazione  | Tempo   |
| ---- | ------------------------- | -------- | ------- |
| 1    | Sebastian Foss Solevåg    | Norvegia | 1:42,07 |
| 2    | Henrik Kristoffersen      | Norvegia | 1:42,33 |
| 3    | Aleksander Aamodt Kilde   | Norvegia | 1:42,64 |
| 4    | Bjørnar Neteland          | Norvegia | 1:42,78 |
| 5    | Endre Bjertness           | Norvegia | 1:42,94 |
| 6    | Bjørn Tore Staurset       | Norvegia | 1:43,04 |
| 7    | Ola Buer Johansen         | Norvegia | 1:43,27 |
| 8    | Marcus Monsen             | Norvegia | 1:43,32 |
| 9    | Vegard Busengdal          | Norvegia | 1:43,62 |
| 10   | Emil Bjørtomt Kristiansen | Norvegia | 1:43,79 |

Data: 24 marzo

Località: Oppdal

1ª manche:

Ore: 

Pista: 

Partenza: 825 m s.l.m.

Arrivo: 625 m s.l.m.

Dislivello: 200 m

Tracciatore: Erik Skaslien

2ª manche:

Ore: 

Pista: 

Partenza: 825 m s.l.m.

Arrivo: 625 m s.l.m.

Dislivello: 200 m

Tracciatore: Per Erik Vognild

#### Supercombinata
| Pos. | Atleta                   | Nazione  | Tempo   |
| ---- | ------------------------ | -------- | ------- |
| 1    | Aksel Lund Svindal       | Norvegia | 2:00,18 |
| 2    | Bjørnar Neteland         | Norvegia | 2:00,85 |
| 3    | Henrik Kristoffersen     | Norvegia | 2:01,37 |
| 4    | Marcus Monsen            | Norvegia | 2:01,46 |
| 5    | Bjørn Tore Staurset      | Norvegia | 2:01,55 |
| 6    | Rasmus Windingstad       | Norvegia | 2:01,58 |
| 7    | Aleksander Aamodt Kilde  | Norvegia | 2:01,74 |
| 8    | Axel William Patricksson | Norvegia | 2:01,95 |
| 9    | Michael Stenbak          | Norvegia | 2:01,96 |
| 10   | Max Ullrich              | Croazia  | 2:02,03 |

Data: 21 marzo

Località: Hemsedal

1ª manche:

Ore: 

Pista: 

Partenza: 1 118 m s.l.m.

Arrivo: 585 m s.l.m.

Lunghezza: 1 100 m

Dislivello: 533 m

Tracciatore: Hallgeir Vognild

2ª manche:

Ore: 

Pista: 

Partenza: 

Arrivo: 

Lunghezza: 

Dislivello: 

Tracciatore: Roland Johansson

### Donne

#### Discesa libera
| Pos. | Atleta                  | Nazione  | Tempo   |
| ---- | ----------------------- | -------- | ------- |
| 1    | Maria Therese Tviberg   | Norvegia | 1:19,06 |
| 2    | Lotte Smiseth Sejersted | Norvegia | 1:19,10 |
| 3    | Annie Winquist          | Norvegia | 1:21,06 |
| 4    | Mina Fürst Holtmann     | Norvegia | 1:21,37 |
| 5    | Ragnhild Mowinckel      | Norvegia | 1:21,60 |
| 6    | Mona Løseth             | Norvegia | 1:21,96 |
| 7    | Nora Grieg Christensen  | Norvegia | 1:22,17 |
| 8    | Tuva Norbye             | Norvegia | 1:22,35 |
| 9    | Kristin Lysdahl         | Norvegia | 1:22,65 |
| 10   | Agnese Āboltiņa         | Lettonia | 1:22,75 |

Data: 20 marzo

Località: Oppdal

Ora: 

Pista: 

Partenza: 1 118 m s.l.m.

Arrivo: 577 m s.l.m.

Lunghezza: 2 100 m

Dislivello: 541 m

Tracciatore: Hallgeir Vognild

#### Supergigante
| Pos. | Atleta                  | Nazione  | Tempo   |
| ---- | ----------------------- | -------- | ------- |
| 1    | Lotte Smiseth Sejersted | Norvegia | 1:18,78 |
| 2    | Mina Fürst Holtmann     | Norvegia | 1:21,10 |
| 3    | Ragnhild Mowinckel      | Norvegia | 1:21,37 |
| 4    | Annie Winquist          | Norvegia | 1:21,56 |
| 5    | Mille Græsdal           | Norvegia | 1:21,59 |
| 6    | Cecilie Smith           | Norvegia | 1:22,41 |
| 7    | Kari Bergheim Hole      | Norvegia | 1:22,56 |
| 8    | Tuva Norbye             | Norvegia | 1:22,63 |
| 9    | Chloe Margrethe Fausa   | Norvegia | 1:23,11 |
| 10   | Nora Grieg Christensen  | Norvegia | 1:23,65 |

Data: 22 marzo

Località: Oppdal

Ora: 

Pista: 

Partenza: 1 118 m s.l.m.

Arrivo: 585 m s.l.m.

Dislivello: 533 m

Tracciatore: Stefan Abplanalp

#### Slalom gigante
| Pos. | Atleta                  | Nazione  | Tempo   |
| ---- | ----------------------- | -------- | ------- |
| 1    | Mona Løseth             | Norvegia | 2:20,24 |
| 2    | Nina Løseth             | Norvegia | 2:21,34 |
| 3    | Chloe Margrethe Fausa   | Norvegia | 2:22,06 |
| 4    | Rikke Gasmann-Brott     | Norvegia | 2:23,19 |
| 5    | Thea Louise Stjernesund | Norvegia | 2:24,48 |
| 6    | Mina Fürst Holtmann     | Norvegia | 2:24,65 |
| 7    | Eirin Linnea Engeset    | Norvegia | 2:25,67 |
| 8    | Tuva Norbye             | Norvegia | 2:26,10 |
| 9    | Cecilie Smith           | Norvegia | 2:26,15 |
| 10   | Nora Grieg Christensen  | Norvegia | 2:26,71 |

Data: 23 marzo

Località: Oppdal

1ª manche:

Ore: 

Pista: 

Partenza: 1 200 m s.l.m.

Arrivo: 645 m s.l.m.

Dislivello: 555 m

Tracciatore: Per Erik Vognild

2ª manche:

Ore: 

Pista: 

Partenza: 1 200 m s.l.m.

Arrivo: 645 m s.l.m.

Dislivello: 555 m

Tracciatore: Jørund Lie

#### Slalom speciale
| Pos. | Atleta                | Nazione   | Tempo   |
| ---- | --------------------- | --------- | ------- |
| 1    | Mona Løseth           | Norvegia  | 1:45,08 |
| 2    | Merle Soppela         | Finlandia | 1:45,11 |
| 3    | Annie Winquist        | Norvegia  | 1:46,39 |
| 4    | Chloe Margrethe Fausa | Norvegia  | 1:47,04 |
| 5    | Maren Skjøld          | Norvegia  | 1:47,21 |
| 6    | María Guðmundsdóttir  | Islanda   | 1:48,50 |
| 7    | Mina Fürst Holtmann   | Norvegia  | 1:48,71 |
| 8    | Tuva Norbye           | Norvegia  | 1:49,02 |
| 9    | Erika Holand Tøsse    | Norvegia  | 1:49,24 |
| 10   | Eirin Linnea Engeset  | Norvegia  | 1:49,59 |

Data: 24 marzo

Località: Oppdal

1ª manche:

Ore: 

Pista: 

Partenza: 826 m s.l.m.

Arrivo: 625 m s.l.m.

Dislivello: 201 m

Tracciatore: Lars Kristoffersen

2ª manche:

Ore: 

Pista: 

Partenza: 826 m s.l.m.

Arrivo: 625 m s.l.m.

Dislivello: 201 m

Tracciatore: Børre Lien

#### Supercombinata
| Pos. | Atleta                 | Nazione  | Tempo   |
| ---- | ---------------------- | -------- | ------- |
| 1    | Ragnhild Mowinckel     | Norvegia | 2:01,86 |
| 2    | Annie Winquist         | Norvegia | 2:02,82 |
| 3    | Tuva Norbye            | Norvegia | 2:03,42 |
| 4    | Kari Bergheim Hole     | Norvegia | 2:03,68 |
| 5    | Chloe Margrethe Fausa  | Norvegia | 2:03,86 |
| 6    | Nora Grieg Christensen | Norvegia | 2:04,17 |
| 7    | Cecilie Smith          | Norvegia | 2:04,20 |
| 8    | Rikke Gasmann-Brott    | Norvegia | 2:04,47 |
| 9    | Kristine Birkeland     | Norvegia | 2:04,64 |
| 10   | Eirin Linnea Engeset   | Norvegia | 2:04,91 |

Data: 21 marzo

Località: Hemsedal

1ª manche:

Ore: 

Pista: 

Partenza: 1 118 m s.l.m.

Arrivo: 577 m s.l.m.

Lunghezza: 1 100 m

Dislivello: 541 m

Tracciatore: Hallgeir Vognild

2ª manche:

Ore: 

Pista: 

Partenza: 

Arrivo: 

Lunghezza: 

Dislivello: 

Tracciatore: Tordis Jonsdottir